# ژانگ وی‌وی
ژانگ وی‌وی (انگلیسی: Zhang Weiwei؛ زادهٔ ۷ اکتبر ۱۹۹۰)  بازیکن واترپلو اهل چین است. وی در بازی‌های المپیک تابستانی ۲۰۱۶ شرکت کرده‌است.